# Kuczesfahan
Kuczesfahan (perski: كوچصفهان) – miasto w Iranie, w ostanie Gilan. W 2016 roku liczyło 10 026 mieszkańców.